# Rallye de l'Acropole 1987
Le Rallye de l'Acropole 1987 (34e Rallye Acropolis), disputé du 31 mai au 3 juin 1987, est la cent-soixante-sixième du championnat du monde des rallyes (WRC) courue depuis 1973, et la sixième manche du championnat du monde des rallyes 1987.

## Classement général
| Pos | No | Pilote            | Copilote         | Voiture             | Temps           | Écart         | Groupe |
| --- | -- | ----------------- | ---------------- | ------------------- | --------------- | ------------- | ------ |
| 1   | 3  | Markku Alén       | Ilkka Kivimäki   | Lancia Delta HF 4WD | 7 h 25 min 57 s |               | A      |
| 2   | 1  | Juha Kankkunen    | Juha Piironen    | Lancia Delta HF 4WD | 7 h 26 min 45 s | + 48 s        | A      |
| 3   | 4  | Hannu Mikkola     | Arne Hertz       | Audi 200 Quattro    | 7 h 31 min 21 s | + 5 min 24 s  | A      |
| 4   | 12 | Jorge Recalde     | Jorge Del Bueno  | Audi Coupé Quattro  | 7 h 32 min 59 s | + 7 min 02 s  | A      |
| 5   | 7  | Jean Ragnotti     | Pierre Thimonier | Renault 11 Turbo    | 7 h 34 min 27 s | + 8 min 30 s  | A      |
| 6   | 10 | Erwin Weber       | Matthias Feltz   | Volkswagen Golf GTI | 7 h 36 min 53 s | + 10 min 56 s | A      |
| 7   | 5  | Massimo Biasion   | Tiziano Siviero  | Lancia Delta HF 4WD | 7 h 53 min 54 s | + 27 min 57 s | A      |
| 8   | 9  | François Chatriot | Michel Périn     | Renault 11 Turbo    | 7 h 58 min 07 s | + 32 min 10 s | A      |
| 9   | 17 | Rudolf Stohl      | Ernst Rohringer  | Audi Coupé Quattro  | 8 h 04 min 04 s | + 38 min 07 s | A      |
| 10  | 16 | Mike Kirkland     | Robin Nixon      | Nissan 200SX        | 8 h 07 min 46 s | + 41 min 49 s | A      |